# Utbrändhet
Utbrändhet är en arbetspsykologisk term och ett medikaliserat tillstånd, kopplat till stress i arbetslivet och till arbetsnarkomani. Eftersom kronisk stress är patogen (bland annat till följd av förhöjda nivåer kortisol), är tecken på utbrändhet ett observandum. Tecken på utbrändhet är cynism, utmattning och ineffektivitet. Tecknen sammantagna handlar om att personen anser sig sakna kapacitet eller kompetens för sina arbetsuppgifter. Beroende på om det är en korrekt upplevelse eller inte, behandlas utbrändhet genom att stärka självkänslan eller genom att byta jobb till enklare uppgifter. Den förhöjda inre stressen behöver ibland vilas bort, varför det ibland är adekvat med sjukskrivning. 
Utmattning och trötthet är det viktigaste tecknet på utbrändhet. Cynism eller depersonalisation är en försvarsmekanism, som syftar till att distansera sig från kraven.
Det finns samband mellan utbrändhet och depression, men de räknas likafullt som olika tillstånd. Några forskare har ansett att utbrändhet kan leda till depression. Utbrändhet drabbar oftare neurotiska personer. Utbrändhet hänger också samman med missnöje med arbetet. Ytterst få studier finns på huruvida utbrändhet drabbar personer oberoende av deras kompetens eller om det främst beror på svag självkänsla. En studie på poliser visade att utbrända var mer våldsbenägna i yrket, och en studie på sjuksköterskor att de visade mindre empati gentemot patienterna.
Utmattningssyndrom är till skillnad från utbrändhet en medicinsk diagnos och accepterades av Socialstyrelsen 2005 (ICD-10 F43.8A).

## Kritik av begreppet utbrändhet
Enligt Socialstyrelsens riktlinjer publicerade i en rapport från år 2003 bör inte termen utbrändhet användas. Sedan 1960-talet har begreppet ”burnout” använts av amerikanska psykologer och psykiatriker. Det har lett till att den svenska översättningen ”utbrändhet” till viss del har etablerat sig i Sverige. Det är en term som författarna till Socialstyrelsens rapport inte vill rekommendera. Anledningen är att den i sin svenska översättning kan anses antyda att tillståndet skulle röra sig om en total uttömning och någonting som är omöjligt att återhämta sig från, vilket inte överensstämmer med sjukdomsbilden (även om symptomen ofta är ihållande och återhämtningsprocessen ofta är utdragen). Istället föreslår författarna till rapporten att termerna utmattningssyndrom och utmattningsdepression (vilken även kan betraktas som egentlig depression med tilläggsdiagnosen utmattningssyndrom) används vid diagnostisering.